# Manuel del Castillo y Rada
Manuel del Castillo y Rada, né en 1781 à Carthagène des Indes et mort fusillé le 24 février 1816 dans cette même ville, est un militaire néo-grenadin partisan de l'Indépendance de ce qui est aujourd'hui la Colombie. 

## Jeunesse
Fils de don Nicolás del Castillo, originaire d'Alicante, et de doña Manuela Rada, d'ascendance aristocratique, Manuel del Castillo y Rada devient orphelin à l'âge de cinq ans. Il fait ses études au Collège du Rosaire et en 1810, après avoir obtenu un doctorat en droit, rejoint l'armée avec le grade de capitaine.

## Premiers combats

### Dans le camp centraliste
Manuel del Castillo y Rada est à Santa Fe lorsque surviennent les événements du 20 juillet 1810. Le 19 novembre 1810, il est incorporé en tant que capitaine au Batallón Nacional de Santa Fe. En janvier 1811, le gouvernement de Santa Fe lui confie la mission d'incorporer la province de Mariquita au Cundinamarca. Castillo revient à Santa Fe dont Antonio Nariño est entre-temps devenu président. En janvier 1812, Manuel del Castillo rejoint le commandant Joaquín Ricaurte pour soumettre la province de Socorro au Cundinamarca. Par la suite, Castillo quitte le Cundimarca centraliste et rejoint la cause fédéraliste.

### Dans le camp fédéraliste
Sous le commandement du général Antonio Baraya, Castillo participe à la guerre civile entre centralistes et fédéralistes, prenant part à la victoire de Ventaquemada (dans l'actuel département de Boyacá), à l'assaut sur Bogotá et la défaite finale de San Victorino (es). Il proposé et obtient un échange de prisonniers et la fin des hostilités avec Nariño.
Castillo est ensuite nommé par le Congrès commandant de la province de Pamplona et chef de l'avant-garde de l'armée avec le grade de colonel pour protéger l'Union des forces royalistes du Venezuela. En décembre 1812,le colonel Castillo rejoint les troupes de brigadier Simón Bolívar au cours de la Campagne du Magdalena pour chasser l'armée royaliste de la zone qui sépare Tunja de Carthagène. Les forces de Bolívar sont soutenues par des centaines d'hommes de Castillo à l'assaut de Cúcuta le 28 février 1813. Mais les relations entre les deux hommes se détériorent en raison du l'intention de Bolívar de continuer vers Caracas et du refus de Castillo de le suivre.

## Commandant de Cartagène des Indes
En janvier 1814, Castillo est nommé commandant militaire de la forteresse de Carthagène des Indes. Le 25 septembre 1814, Bolivar revient à Carthagène, après la chute de la Deuxième République du Venezuela. Castillo soutient le gouvernement légitime de Carthagène contre une insurrection, et avec l'aide de Pedro Gual, Carthagène est pacifiée le 18 janvier 1815. 
Le 12 décembre 1814, Simón Bolívar, à la tête des troupes des Provinces-Unies composées de fédéralistes et de vénézuéliens, entre dans Santafé de Bogotá et force la province à rejoindre la fédération. Simón Bolívar décide alors de soumettre le bastion royaliste de Santa Marta, mais pas avant de s'être ravitaillé à Carthagène en provisions et en armes. Mais Castillo refuse, sous le prétexte que ce matériel sera nécessaire à Carthagène lorsque les Espagnols arriveront. Bolívar fait alors le siège de la ville, du 26 mars au 8 mai 1815. Le général espagnol Pablo Morillo, arrive en avril sur la côte vénézuélienne avec une puissante force expéditionnaire pour soumettre les rebelles. Le siège de Carthagène par les troupes de Bolívar prend fin lorsque celui-ci renonce, démissionnant de son poste de commandant général de l'Union, et s'embarque pour la Jamaïque.

## Reconquête espagnole
Le 6 août 1815, Castillo épouse Isabel de Blasco. Quelques jours plus tard, Pablo Morillo arrive à Santa Marta pour restaurer la monarchie en Nouvelle-Grenade. Celle-ci commence par le Siège de Carthagène des Indes entre le 26 août et le 6 décembre. Manuel del Castillo mène la défense de la ville. En octobre, à la suite une conspiration, Manuel del Castillo est démis du commandement militaire et mis aux arrêts dans les cachots du château de San Felipe de Barajas.
En décembre 1815, tandis que les dirigeants révolutionnaires abandonnent la place pour échapper à l'armée d'occupation et rejoindre la Jamaïque ou Haïti, Castillo se voit interdire de les accompagner.

## Jugement et exécution
Jugé le 19 février par le conseil de guerre permanent mis en place par le gouvernement espagnol, Manuel del Castillo y Rada est fusillé le 24 février 1816 en même temps que huit autres patriotes.